# KrAZ コブラ
KrAZ コブラ（ウクライナ語: КрАЗ Кобра）は、ウクライナのAvtoKrAZが製造する装輪装甲車。アラブ首長国連邦のSTREITグループのライセンスを得て製造している。

## 概要
KrAZ コブラは、トヨタ・ランドクルーザー200のシャシに防弾鋼板を用いた装甲車体を架設している。ベース車体に応じて、3ドアタイプと5ドアタイプがある。
車体天井部には兵装マウントを備え、各種火器を装備することができる。また、法執行機関仕様では車外放送機材、回転灯、サーチライトなどが装備される。

## 運用国
- ウクライナ
  - ウクライナ国家国境庁[1]
- アラブ首長国連邦[1]